# Cyaniris acesina
Cyaniris acesina är en fjärilsart som beskrevs av Bethune-Baker 1906. Cyaniris acesina ingår i släktet Cyaniris och familjen juvelvingar. Inga underarter finns listade i Catalogue of Life.